# Centro Educativo Pavarotti

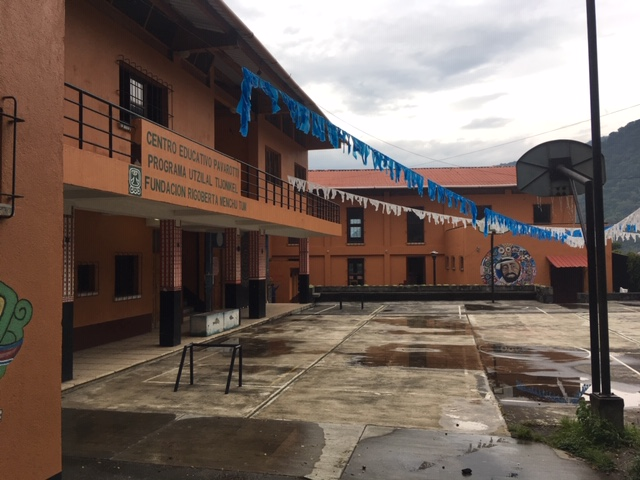
Das Center

Das Centro Educativo Pavarotti (Pavarotti Education Center, CEP) ist eine Mittelschule für Kinder zwischen 12 und 16 Jahren am Ufer des Atitlan-Sees in San Lucas Toliman, Sololá, Guatemala. Das Center ist eine Initiative der Rigoberta Menchu Stiftung (genauer: das Utizal Tijonikel Program), die aufgrund ihrer Bildungsprogramme und der Bekämpfung der Straflosigkeit sowie ihrer Beiträge zur Verteidigung der Menschenrechte insbesondere der indigenen Bevölkerung anerkannt ist.

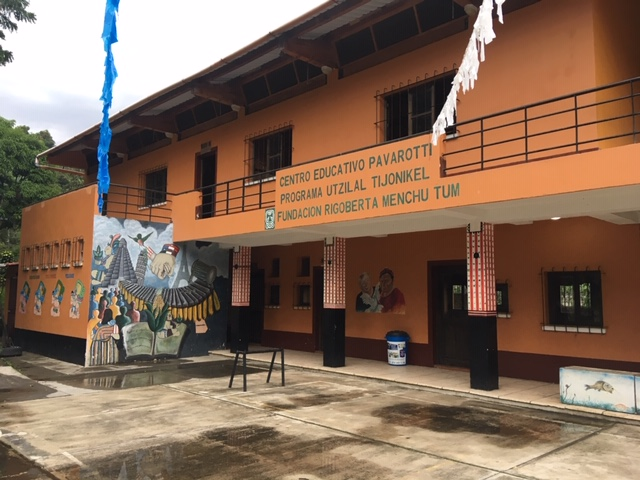
Hauptgebäude

Das Utzilal Tijonikel Projekt bietet auch, ergänzend zur schulischen Ausbildung, eine grundlegende Berufsorientierung an mit dem Ziel der nachhaltigen Entwicklung der ländlichen Gemeinschaften im Umkreis des Centers. Derzeit verfügt das Center über ungefähr 150 Schüler und zehn Lehrkräfte. Der Großteil der Schüler stammt aus armen Verhältnissen, die ohne die finanzielle Unterstützung der Stiftung bzw. der Schule wie ihre Eltern zur Feldarbeit gezwungen wären.

## Geschichte

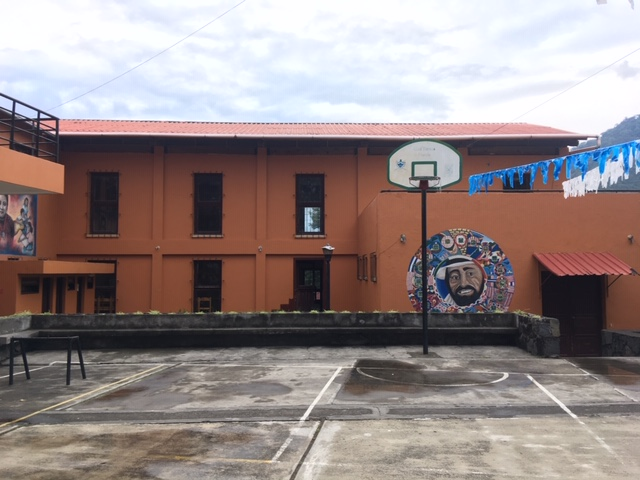
Nebengebäude

1999 organisierte der italienische Opernsänger Luciano Pavarotti ein Wohltätigkeitskonzert, mit dessen Erlös er eine Institution für die Bildung und Ausbildung indigener Maya-Kinder in Guatemala, den Opfern des überstandenen guatemaltekischen Bürgerkrieges, errichten wollte. Hierfür startete er mit der befreundeten Friedensnobelpreisträgerin und Verfechterin der Rechte für indigene Bevölkerungsgruppen Rigoberta Menchú Tum eine Zusammenarbeit.
Rigoberta Menchú Tum brachte die Idee der Errichtung einer Schule vor und wurde schließlich im Jahr 2000 auch mit der Bauplanung und Organisation beauftragt. Eröffnet wurde das Bildungsinstitut 2003, welches noch im selben Jahr die Arbeit aufnahm. Das Gebäude und die Verwaltung wurden der Rigoberta Menchú Tum Stiftung übertragen, jedoch stellte Luciano Pavarotti noch bis 2005 die Finanzierung bereit.
Ab 2005 musste sich die Schule selbst finanzieren, was dazu führte, dass die Schule heute auch Dienstleistungen im Tourismussektor (Restaurant, Zimmervermietung und Touren zur Erkundung der Maya-Kultur) anbietet, um den Schulbetrieb aufrechterhalten zu können.

## Lehrplan

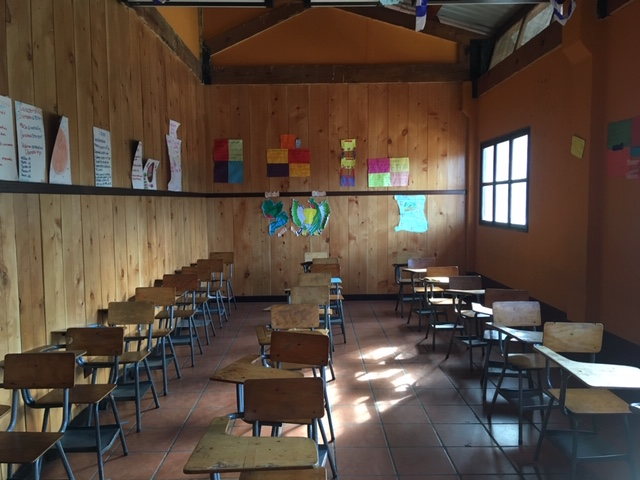
Klassenzimmer im CEP

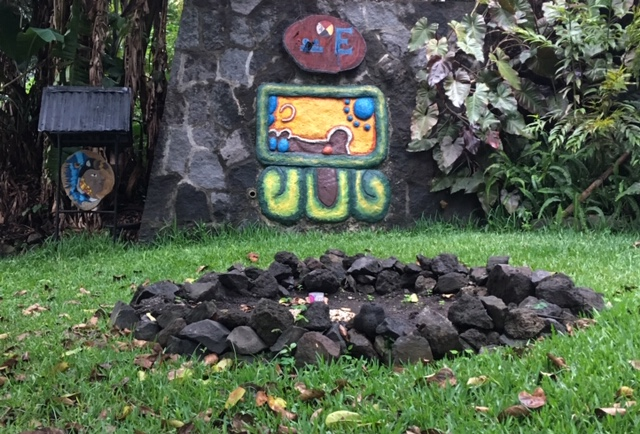
Maya Kultstätte im CEP

Der Lehrplan umfasst ein breites Spektrum an verschiedenen Unterrichtsfächern wie z. B. Spanisch, Englisch, Mathematik, Informatik, aber auch Kunst, Geschichte und Kultur. Vor allem durch das Erlernen der indigenen Sprache Kaqchikel werden die Kultur der Maya und deren Weisheiten vermittelt. Das Motto des Utizal Tijonikel Programm lautet „Gutes tun“ („Doing good“), was die Achtung fremder Kulturen und der Menschenrechte sowie die Gleichstellung von Mann und Frau in der Gesellschaft und der Arbeitswelt beinhaltet.

## Volontariat
Das Centro Luciano Pavarotti bietet die Möglichkeit für Freiwillige, sich beispielsweise im Sprachunterricht einzubringen oder selbst Initiative zu ergreifen und Kurse mit erzieherischem Hintergrund, wie zum Beispiel dem Umweltschutz, anzubieten.
Ein weiterer Großteil der Arbeit von Freiwilligen besteht darin, sich an der Etablierung eines nachhaltigen Tourismusprogrammes zu beteiligen. Das Ziel eines solchen Programmes sind die eigenständige Finanzierung des Centers, aber auch die Aufklärung über die bis heute sichtbaren Auswirkungen des 36 Jahre dauernden Bürgerkrieges und die Verfolgung der indigenen Bevölkerung.